# Code lieu-fonction
« Gln » redirige ici.  Pour l'acide aminé abrégé « Gln », voir glutamine.
 (janvier 2015).
Si vous disposez d'ouvrages ou d'articles de référence ou si vous connaissez des sites web de qualité traitant du thème abordé ici, merci de compléter l'article en donnant les références utiles à sa vérifiabilité et en les liant à la section « Notes et références ».
Pour les articles homonymes, voir GLN.
Le code lieu-fonction ou Global Location Number (GLN) d'une entreprise est un identifiant unique attribué par l'antenne locale de GS1 (il y a des antennes locales dans plus de cent pays). Il est à la forme numérique d'un EAN 13. Ses premiers chiffres sont le code pays. Les chiffres suivants sont structurés à l'initiative de l'organisme national de codification. Le treizième et dernier chiffre est, comme pour tout EAN13, la clé de contrôle. En France, GS1 France a décidé de structurer la partie centrale de la manière suivante :  le code pays (3 pour la France) est suivi de 01 (fournisseur) ou 02 (distributeur), puis du CNUF de l'entreprise, suivi d'un code interne choisi par l'entreprise pour différencier ses différents lieux-fonctions.